# Pulentos (álbum de 2005)
Pulentos es el primer disco de la serie animada Pulentos emitida por Canal 13, lanzada por el sello discográfico La Oreja a finales del 2005. 
Las canciones del grupo apelan al público infantil con rimas del tipo de "Somos cabros chicos, cabros chicos chicos, chicos pero grandes, pulentos pero piantes", y algunas de ellas son acompañadas con coros de scratch, juego de voces que imitan un instrumento, entre otros recursos del Hip-Hop.
Este disco consta de 8 canciones, las cuales fueron usadas al final de los episodios de la primera temporada del programa.

## Lista de canciones
1. Pulentos (2:32)
2. Cachipún (2:19)
3. Aquelarre (3:17)
4. Jorge (2:25)
5. Estilo Animal (2:43)
6. La Queremos Llevar (3:20)
7. Pepe (3:04)
8. Piantes (2:44)